# Andrena pseudocineraria
Andrena pseudocineraria är en biart som beskrevs av Wu 1982. Andrena pseudocineraria ingår i släktet sandbin, och familjen grävbin. Inga underarter finns listade i Catalogue of Life.